# Miolyta volcania
Miolyta volcania är en stekelart som beskrevs av Zhang 1989. Miolyta volcania ingår i släktet Miolyta och familjen brokparasitsteklar. Inga underarter finns listade i Catalogue of Life.